# ルイ・ガンヌ

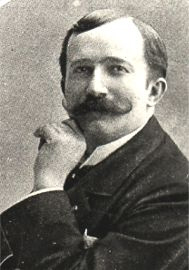
ルイ・ガンヌ

ルイ・ガンヌ（Louis Ganne, 1862年4月5日 - 1923年7月13日（7月14日説あり））は、フランスの劇場指揮者でオペラ作曲家。軍隊行進曲の作曲家としても名高い。本名はルイ＝ガストン・ガンヌ（Louis-Gaston Ganne）

## 略歴
オーヴェルニュ地方アリエ県のビュクシエール＝レ＝ミーヌに生まれ、パリ郊外のイシ＝レ＝ムリノーに育つ。パリ音楽院においてセザール・フランクとジュール・マスネに師事。リュー・ブランシュ新劇場（Nouveau Théâtre de la Rue Blanche）やフォリー＝ベルジェール劇場、モンテカルロ・カジノの指揮者を歴任した。
今日では愛国的な行進曲《勝利の父（Le père la victoire）》や《ロレーヌ行進曲（La marche Lorraine）》で名を残すのみである。舞台音楽の作曲家としては、フランス以外の国では有名ではないが、1902年のバレエ音楽《日本にて》のほかに、数多くのオペレッタを手懸けた。最も成功した作品は、サーカスを題材とした1899年の《曲芸師たち（軽業師たち、フランス語: Les saltimbanques）》である。

## 主要作品一覧
- オフェーリア（Ophélia） （1887年）
- パリ中で（Tout Paris） （1891年）
- 幸せな出逢い（L'Heureuse rencontre） （1892年）
- 4幕の歌劇《ラブレー（Rabelais）》 （1892年）
- 女たちの問い（Les colles des femmes） （1893年）
- パリジェンヌの目覚め（Le Réveil d'une parisienne） （1894年）
- ちび（La Puce） （1894年）
- 毛を剃る人（Raseur） （1895年）
- 恋人がほしい人は誰（Qui veut de l'amour?） （1899年）
- 3幕の歌劇《曲芸師たち（Les saltimbanques）》 （1899年）
- 2幕の歌劇《金ボタン嬢（Miss Bouton d'Or）》 （1902年）
- （Les Plaques de l'année） （1906年）
- 3幕の歌劇《笛吹きハンス（Hans, le joueur de flûte）》 （1906年）
- 翼（Les Ailes） （1910年）
- 3幕の歌劇《（Rhodope）》 （1910年）
- 3幕の歌劇《コケコッコー（Cocorico）》 （1913年）
- 2幕の歌劇《フォリ＝ベルジェールの大公（L'Archiduc des Folies-Bergère）》 （1916年）
- 2幕の歌劇《パリの美人（La Belle de Paris）》 （1922年）

## 註記
1. ↑  Pritchard, Jane, "'More Natural than Nature, More Artificial than Art': The Dance Criticism of Arthur Symons" (Winter 2003).  Dance Research: The Journal of the Society for Dance Research, 21 (2): pp. 36-89.